# Alpina horridaria
Alpina horridaria là một loài bướm đêm trong họ Geometridae.